# Рашид, Джамаль
Джамаль Рашид Абдулрахман Юсуф ((араб. جمال رشيد عبد الرحمن يوسف‎, род. 7 ноября 1988, Мухаррак, Бахрейн) — бахрейнский футболист, выступающий за клуб «Аль-Ахли» (Манама) в чемпионате Бахрейна.

## Клубная карьера
Джамаль начал свою профессиональную карьеру в 2005 году в клубе «Аль-Ахли» из Манамы и забил 7 голов за 4 сезона в клубе. Рашид помог своей команде достичь финала кубка Бахрейна в 2005, 2006, 2007 и 2008 годах и занять второе место в сезоне 2005—2006 годов.
После 5 лет в Бахрейне, он отправился в Оман и подписал четырёхлетний контракт с командой «Дофар», в составе которой выиграл кубок страны в 2012 году.
В 2012 он вернулся в свою бывшую команду «Аль-Ахли» и заключил соглашение на один сезон.
13 июля 2013 года он снова отправился в Оман, чтобы достичь финала кубка с командой «Аль-Нахда».
В 2014 вновь вернулся в Бахрейн и подписал контракт на 4 года с клубом «Аль-Мухаррак» из его родного города.
В 2019 году включён в состав сборной на кубок Азии в ОАЭ. Забил победный гол с пенальти на добавленной арбитром первой минуте в матче против сборной Индии. Результат 1:0 в пользу Бахрейна позволил этой команде выйти из группы с третьего места.